# Diatraea instructella
Diatraea instructella là một loài bướm đêm trong họ Crambidae.